# Challenger Salinas 2008
Il Challenger Salinas 2008 è stato un torneo di tennis facente parte della categoria ATP Challenger Series nell'ambito dell'ATP Challenger Series 2008. Il torneo si è giocato a Salinas in Ecuador dal 10 al 16 marzo 2008 su campi in cemento e aveva un montepremi di $35 000+H.

## Vincitori

### Singolare
Iván Miranda ha battuto in finale  Diego Junqueira con il punteggio di 6–2 6–2

### Doppio
Júlio Silva /  Caio Zampieri hanno battuto in finale  Sebastián Decoud /  Dick Norman con il punteggio di 7–6 6–2